# Le Club Lumni
 (septembre 2020).
Pour les articles homonymes, voir Lumni.
Le Club Lumni est une émission de télévision française, présentée par Alex Goude et diffusée du lundi au vendredi (le samedi : best-off) sur France 4 de 18 h 15 à 19 h 45. Elle est diffusée depuis le 23 mars 2020 en raison de l'épidémie du Covid-19 et de la fermeture des établissements scolaires.
L'émission a connu plusieurs changements de noms depuis sa création. Du 23 mars 2020 au 23 août 2020, l'émission est centrée sur les enjeux d'éducation pendant le confinement et s'appelle La Maison Lumni,,.
Cette émission est élaborée en partenariat avec, entre autres, le ministère de l’Éducation nationale et de la Jeunesse, l'INA et la Ligue de l'enseignement. Elle fait partie également de la mission « Nation apprenante » et « Vacances apprenantes » du ministère de l’Éducation nationale et de la Jeunesse.
La diffusion des programmes Lumni s'arrête sur France 4 le 12 juin 2022.[réf. nécessaire]

## Concept

### Origine:La Maison Lumni
À la suite du confinement lié au Covid-19, les établissements scolaires étaient fermés, début 2020. Pour que les élèves ne soient pas en difficulté scolaire, Lumni (partenaire de France TV) décide de créer une émission, « La Maison Lumni » pendant laquelle des professeurs des écoles donnent des précisions sur des notions des programmes scolaires.
L'émission est divisée en deux parties.
Les participants de l'émission sont des professeurs de l'Éducation nationale, présents en plateau. Dans la première partie, l'équipe de professeurs donnent des cours. Dans un rythme différent de l'école, ils complètent leurs explications avec des images et des animations afin de conforter les enfants dans leurs savoirs et leurs savoir-faire.
Le Club Lumni propose cinq minutes d’anglais tous les jours, autour d’un thème par épisode.
Des activités manuelles artistiques, scientifiques, écologiques et des défis doivent être relevés par un ou plusieurs élèves en plateau ou même des classes entières. Les familles sont aussi invitées à participer.
Chaque jour, Alex Goude reçoit une célébrité en plateau.
Le Club Lumni est immédiatement suivi du Jeu Lumni à 19h45.

### Du 23 mars au3 juillet 2020:Les Cours Lumni
Du 23 mars au 3 juillet 2020, « Les Cours Lumni » permettent aux enfants de réaliser des révisions en français et en mathématiques devant leur télévision. Ce programme est présenté par Alex Goude (pour l'introduction) et par des professeurs des écoles pour les cours.

### Du 6 juillet au28 août 2020:Les Cahiers de Vacances Lumni
Du 6 juillet au 28 août 2020, lors des vacances d'été, La Maison Lumni se met en mode été avec sa version dérivée, « Les Cahiers de Vacances Lumni », dans un décor estival et avec un apprentissage plus paisible. L'émission est diffusée du lundi au vendredi sur France 2 de 9 h 55 à 10 h 45 et sur France 4 de 10 h 55 à 11 h 45.
Chaque jour, Alex Goude reçoit un élève en visioconférence. Cet enfant pose alors une question concernant la culture générale et les professeurs présents en plateau doivent y répondre.

### Depuis le31 août 2020:Le Club Lumni
Le Club Lumni est le nouveau nom de La Maison Lumni depuis le 31 août 2020. 
Toujours entouré de son équipe de professeurs et d’experts, Alex Goude propose aux enfants de 8 à 12 ans de prolonger l’apprentissage de manière ludiquedans une nouvelle émission en 4 parties à 18 h 25, du lundi au samedi, pour 1h20 de divertissement éducatif.
Le Club Lumni est toujours réalisé en lien avec le ministère de l’Éducation nationale.

#### On décompresse!
Dans cette première partie, des experts apportent des réponses éclairantes et rassurantes aux questions des enfants. 

#### On apprend et on révise!
Dans cette deuxième partie, l'équipe de professeurs donnent des cours particuliers à savourer comme un bon goûter vitaminé. Dans un rythme différent de l'école, ils complètent leurs explications avec des images et des animations afin de conforter les enfants dans leurs savoirs et leurs savoir-faire.
En matière de langues étrangères, plus on pratique, mieux on parle. Le Club Lumni propose donc cinq minutes d’anglais tous les jours, autour d’un thème par semaine.

#### On s’amuse, on s’engage, on crée!
Puis place aux travaux pratiques. Des activités manuelles artistiques, scientifiques, écologiques et des défis doivent être relevés par un ou des élèves en plateau ou même des classes entières. Les familles sont aussi invitées à participer.

## Émissions dérivées

### Le Jeu Lumni
« Le Jeu Lumni » est une émission présentée par Alex Goude et diffusée du lundi au vendredi à 13 h 30 puis à partir du 31 août à 19h45 depuis le 6 juillet 2020 sur France 4. Cette émission est destinée à « renforcer ses connaissances et bien se préparer à la rentrée ». Il s’agit d’un parcours virtuel, intégré en plateau, dans lequel deux enfants, depuis leur domicile, progressent en répondant à 5 questions chacun. Plus ils trouvent de bonnes réponses, plus ils avancent et peuvent remporter de cadeaux. Chaque question est suivie d'une explication donnée par un professeur des écoles, présent en plateau, ce qui permet une mini-révision de la leçon concernée.
La saison 1 a débuté le 6 juillet 2020 et s'est terminée le 28 août 2020 (rediffusions des épisodes de juillet au mois d'août). L'émission était diffusée sur France 4 de 13h30 à 14h.
La saison 2 a débuté le 31 août 2020. L'émission est diffusée sur France 4 à 19h40, après le Club Lumni.

## Audiences
| Jour               | Horaire de diffusion | Audience moyenne    | Audience moyenne                                                       | Audience moyenne                                       |
| Jour               | Horaire de diffusion | Chaîne de diffusion | Nombre de téléspectateurs                                              | PDM                                                    |
| ------------------ | -------------------- | ------------------- | ---------------------------------------------------------------------- | ------------------------------------------------------ |
| Lundi 23 mars 2020 | (9 h 59 - 10 h 50)   | France 2            | 517 000                                                                | 8,4 %                                                  |
| Lundi 23 mars 2020 | (10 h 59 - 11 h 50)  | France 5            | 263 000                                                                | 3,6 %                                                  |
| Lundi 23 mars 2020 | (14 h - 15 h)        | France 4            | 840 000                                                                | 6,1 %                                                  |
| Lundi 23 mars 2020 | (15 h - 15 h 50)     | France 4            | 440 000                                                                | 3,7 %                                                  |
| Mardi 24 mars 2020 | (9 h 59 - 10 h 50)   | France 2            | 375 000                                                                | 6,1 %                                                  |
| Mardi 24 mars 2020 | (10 h 59 - 11 h 50)  | France 5            | 214 000                                                                | 2,9 %                                                  |
| Mardi 24 mars 2020 | (14 h - 14 h 50)     | France 4            | 444 000                                                                | 3,3 %                                                  |
| Mardi 24 mars 2020 | (14 h 56 - 15 h 46)  | France 4            | 253 000                                                                | 2,1 %                                                  |
| Mardi 2 juin 2020  | (9 h 55 - 10 h 50)   | France 4            | 17 600 CP : 39 000 CE1 : 13 000 CE2 : 12 000 CM1 : 11 000 CM2 : 13 000 | 0,5 % CP : 1,2 % CE1 et CE2 : 0,4 % CM1 et CM2 : 0,3 % |
| Mardi 2 juin 2020  | (14 h - 14 h 50)     | France 4            | 27 000 6e : 62 000 5e : 18 000 4e : 15 000 3e : 12 000                 | 0,3 % 6e : 0,7 % 5e, 4e et 3e : 0,2 %                  |
| Mardi 2 juin 2020  | (14 h 56 - 15 h 46)  | France 4            | 21 000                                                                 | 0,3 %                                                  |